# Directoraat-generaal voor Landbouw en Plattelandsontwikkeling
Het Directoraat-generaal voor Landbouw en Plattelandsontwikkeling (afkorting: DG AGRI) is een directoraat-generaal van de Europese Commissie. De DG AGRI is verantwoordelijk voor het beleid van de Europese Unie betreffende landbouw en plattelandsontwikkeling. Het werk van het directoraat-generaal betreft voornamelijk werkzaamheden binnen het Gemeenschappelijk Landbouwbeleid. Het directoraat-generaal wordt geleid door Jerzy Bogdan Plewa en staat onder supervisie van Eurocommissaris Christophe Hansen.

## Beleidsterreinen
| Beleid                                                     | Doel |
| ---------------------------------------------------------- | --- |
| Anticipatie van de landbouw op klimaatverandering          | De klimaatverandering heeft nadelige gevolgen op de landbouw. Overvloedige of beperkte regen leiden tot onbruikbare oogsten en minder vruchtbare grond. Daarnaast wordt de landbouw blootgesteld aan aanhoudende droogtes, hevige stormen en overstromingen in sommige gebieden.                                        |
| Behoud van een gezonde leefwereld voor flora en fauna      | De Europese Unie heeft wetgeving geïmplementeerd over het gebruik van pesticiden, het gebruik van zaden en over de genetische modificatie van gewassen. Op het gebied van dieren doet de EU regelmatig onderzoek naar mogelijke ziekten en voorziet het beleid een correcte behandeling van dieren gedurende transport. |
| Beperking van nadelige effecten van landbouw op het milieu | 1. Preventie van vervuiling van water, grond en lucht 2. Het beschermen van het wildleven in de EU 3. Behoud van bepaalde leefpatronen van mensen in landelijke omgeving. |
| Financiële ondersteuning van boeren                        | Garantie van een goede kostprijs van de producten van EU-boeren. Met als doel het garanderen van een 'gezonde' Europese landbouwsector. |
| Maatregelen met betrekking tot de Gemeenschappelijke Markt | 1. Gratis eten voor de meest achtergestelde inwoners van de Europese Unie 2. Internationale promotie van EU-landbouwproducten buiten de EU. |
| Plattelandsontwikkeling                                    | 1. Het toezicht op correct gebruik van natuurlijke grondstoffen. 2. Het garanderen van een gebalanceerd bestaan voor plattelandsgemeenschappen 3. De landbouw en daarmee het platteland concurrerender maken. |
| Stimulering van innovatie                                  | Het stimuleren en financieren van onderzoek naar nieuwe landbouwproducten. |
| Toezicht op wetgeving                                      | Het directoraat-generaal moet erop toezien dat de lidstaten zich aan de wetgeving houden. Het is verboden om als overheid hulp te geven aan de nationale landbouw zonder raadpleging van de EU. |

## Doelen
- Duurzame productie van voedsel
- Correct beheer van natuurlijke grondstoffen
- Evenredige ontwikkeling van de landbouw binnen de Europese Unie